# Beytüşşebap
Beytüşşebap là một huyện thuộc tỉnh Şırnak, Thổ Nhĩ Kỳ. Huyện có diện tích 1656 km² và dân số thời điểm năm 2007 là 19947 người, mật độ 12 người/km².